# Morning Glorywolk

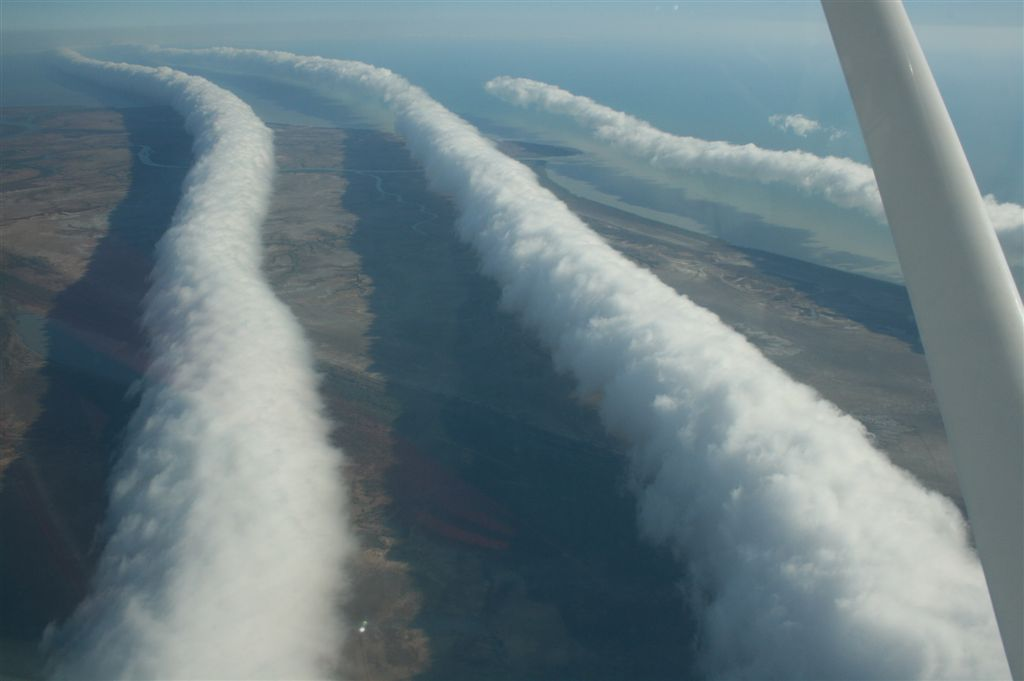
Wolkvorming tussen Burketown en Normanton

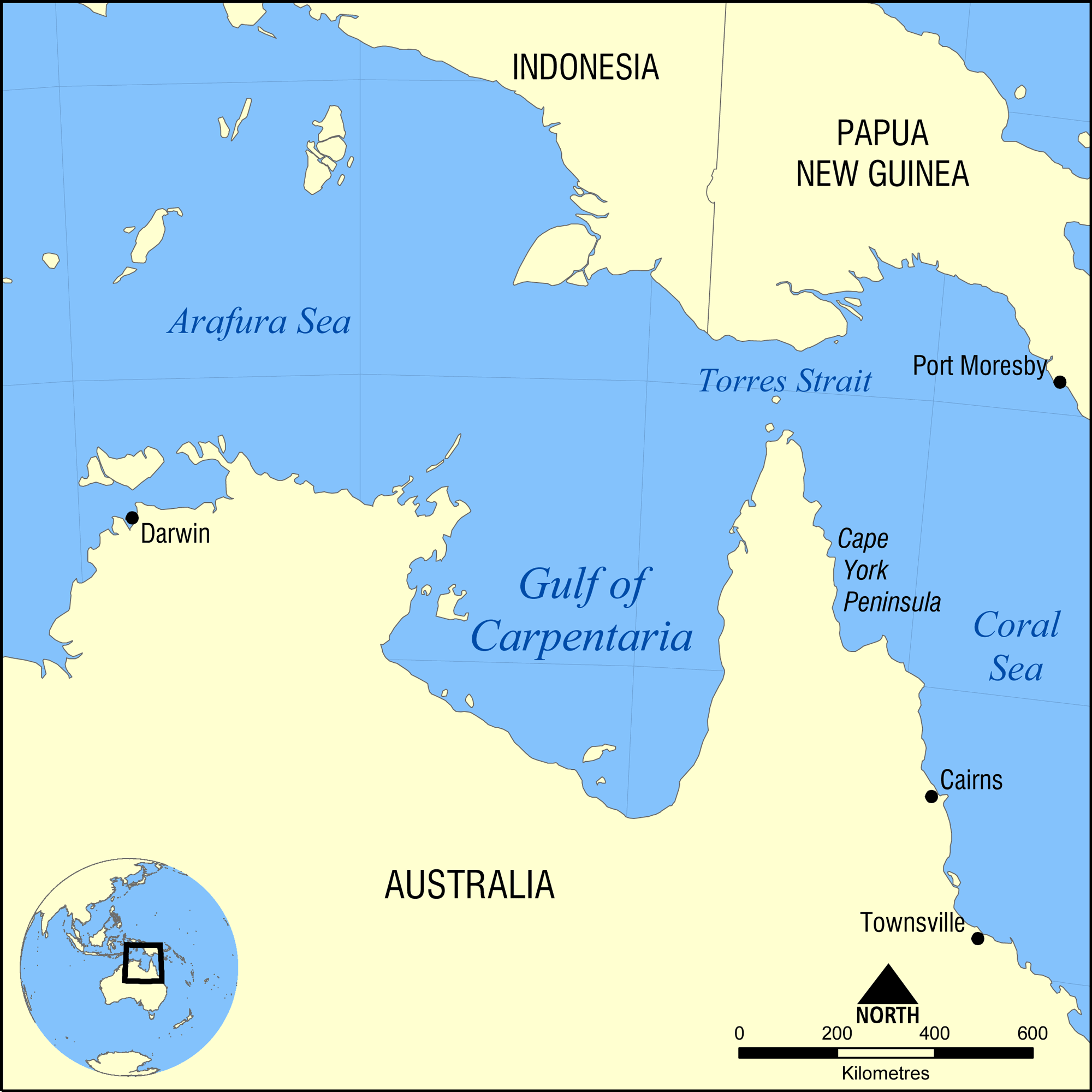
Golf van Carpentaria

De Morning Glorywolk is een zeldzaam weerfenomeen dat zich overal ter wereld kan voordoen, maar vaak voorkomt in de Golf van Carpentaria. Het verschijnsel bestaat uit een aantal atmosferische eenlinggolven of solitonen en de bijbehorende wolken. Deze rolvormige wolken kunnen tot 1000 km lang en 2 km hoog worden. Er kunnen tot 8 dergelijke wolken naast elkaar gevormd worden.